# Hakea meisneriana
Hakea meisneriana är en tvåhjärtbladig växtart som beskrevs av Kipp. och Meissn.. Hakea meisneriana ingår i släktet Hakea och familjen Proteaceae. Inga underarter finns listade i Catalogue of Life.